# Reedley, Kalifornien
Reedley är en stad (city) i Fresno County, i delstaten Kalifornien, USA. Enligt United States Census Bureau har staden en folkmängd på 24 520 invånare (2011) och en landarea på 13,2 km².